# Mussol cridaner
El mussol cridaner (Asio clamator) és una espècie d'ocell de la família dels estrígids (Strigidae). Habita boscos i sabanes de la zona Neotropical, des del sud de Mèxic, cap al sud, a través d'Amèrica Central fins a Panamà i Sud-amèrica, a Colòmbia, Veneçuela, Tobago, Guaiana, sud-est del Perú, nord i est de Bolívia, centre i est del Brasil, el Paraguai, Uruguai i nord de l'Argentina. El seu estat de conservació es considera de risc mínim.

Ha estat inclòs dins el gènere Pseudoscops per alguns autors. Tot i que actualment, tant el Congrés Ornitològic Internacional com el Handook of the Birds of the World consideren que pertany al gènere Asio.